# Opiumhöhle

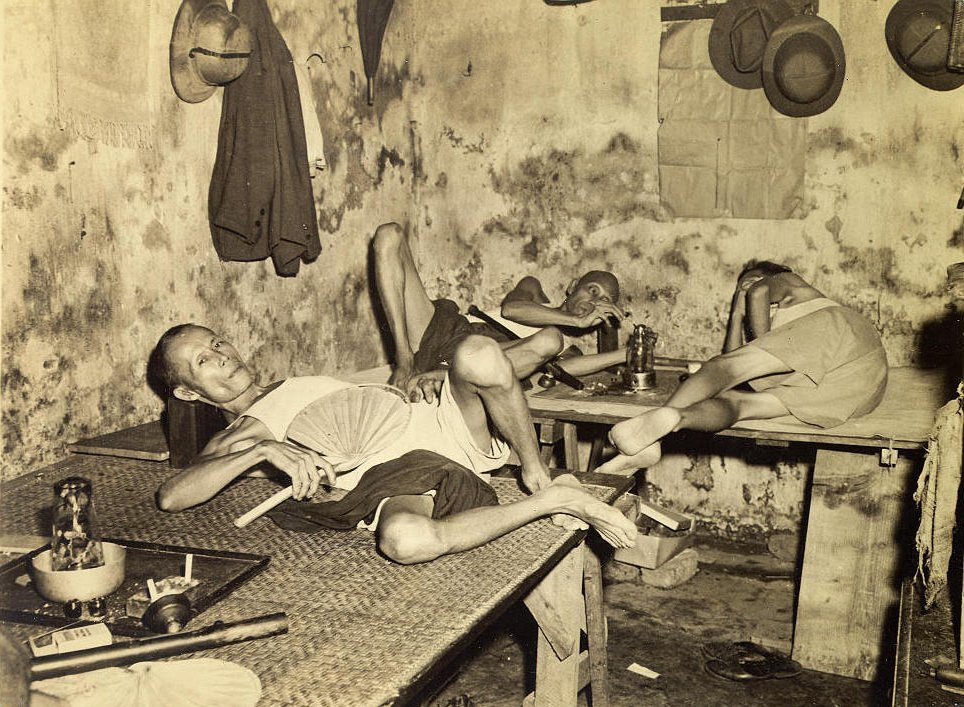
Opiumhöhle in Kolkatas Chinatown 1945. Diese Opiumhöhle hatte eine Konzession, die Konsumenten rauchten das Opium legal. Jede Opiumhöhle mit Konzession hatte eine bestimmte Anzahl von lizenzierten Opiumpfeifen. In Kalkutta sind insgesamt 186 Opiumpfeifen lizenziert. Der Genuss einer Pfeife kostete eine Rupie.

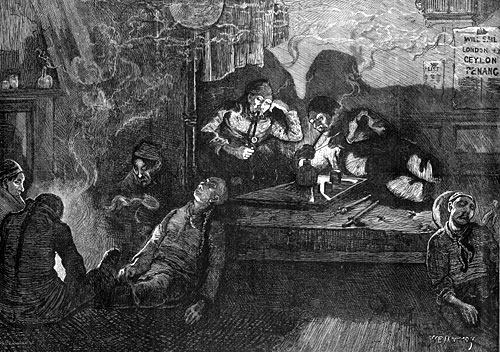
Opiumhöhle in London 1874, eine Illustration der London News vom 1. August 1874

Eine Opiumhöhle, auch Opium-Divan, (englisch: Opium den) bezeichnet einen Rauchsalon, in dem Opium legal mit Konzession oder illegal ohne Konzession verkauft und geraucht wurde. Ausgehend von China entstanden im 19. Jahrhundert Opiumhöhlen auch in Südostasien, Nordamerika und in den Hafenstädten Westeuropas. 

## Ausgestaltung der Opiumhöhlen und Zeremoniell des Opiumrauchens
Je nach Klientel waren die Opiumhöhlen schlicht oder prunkvoll ausgestattet. In der Regel bestanden diese Rauchsalons aus einem großen Raum, der im Wesentlichen Pritschen für die Opiumraucher enthielt, in Einzelfällen waren aber auch Opiumhöhlen vorhanden, die von einem Korridor ausgehend über eine Vielzahl von einzelnen Opium-Divanen verfügten. Die meisten Etablissements hielten ein umfangreiches Equipment vor, wie z. B. spezielle Opiumpfeifen und Opiumlampen, die für den Rauchkonsum des Opiums vonnöten waren. Das Rauchen des Opiums folgte in der Regel einem minuziös vorgegebenen Zeremoniell. Bereits eine Stunde vor dem Opiumrauchen wurden die Räumlichkeiten des Opium-Divans entsprechend hergerichtet, indem beispielsweise der Konsumraum aufgeräumt und die für das Rauchen benötigten Gerätschaften bereitgestellt wurden. Geraucht werden sollte nur in Gemeinschaft und nach Beginn des Opiumrauchens sollten zudem die Gespräche eingestellt werden. In der Regel wurden 20 bis 40 Opiumpfeifen täglich konsumiert. Chinesen, die 80 bis 100 Opiumpfeifen täglich rauchten, wurden respektvoll als „Große Raucher“ bezeichnet.

„Der Opiumraucher, der sich dazu immer bequem auf die Seite niederlegte, nahm die Pfeife in die eine Hand und spießte dann mit der anderen mittels einer feinen Nadel ein erbsengroßes Chandu-Klümpchen in seiner Büchse an. Dieses hielt er über die Flamme seiner kleinen Lampe, bis der Chandu seine zunächst flüssige Form verändert hatte und zu einem zähen Pech verdickt war. Dann drückte der Raucher dieses in die enge Öffnung seines Pfeifenkopfes. Mit einer drehenden Bewegung zog er die Nadel heraus, wodurch ein winziger Kanal zum Bambusrohr hin entstand. Nun konnte er es sich bequem machen; er ruhte auf der Seite, drehte den Pfeifenkopf nach unten und hielt ihn über die Flamme. Er zog nur wenige Züge ein und behielt den Rauch möglichst lange bei sich. Je nach der Gewöhnung kam dann alsbald, manchmal auch erst nach mehreren Pfeifen, jener eigenartige Zustand des wohligen Behagens über die Raucher. Die Droge der Entrückung tat ihre Wirkung, die Schwere wurde aufgehoben, und angenehme Vorstellungen, oft erotischer Art, erfüllten ihn. Darauf folgte die bleierne Müdigkeit und schließlich ein narkotischer Schlaf. Der Kater kam nach dem Erwachen und mit ihm der unüberwindliche Wunsch nach der nächsten Pfeife.“

## Die Entstehung, Etablierung und der Niedergang des Opiumrauchens in China

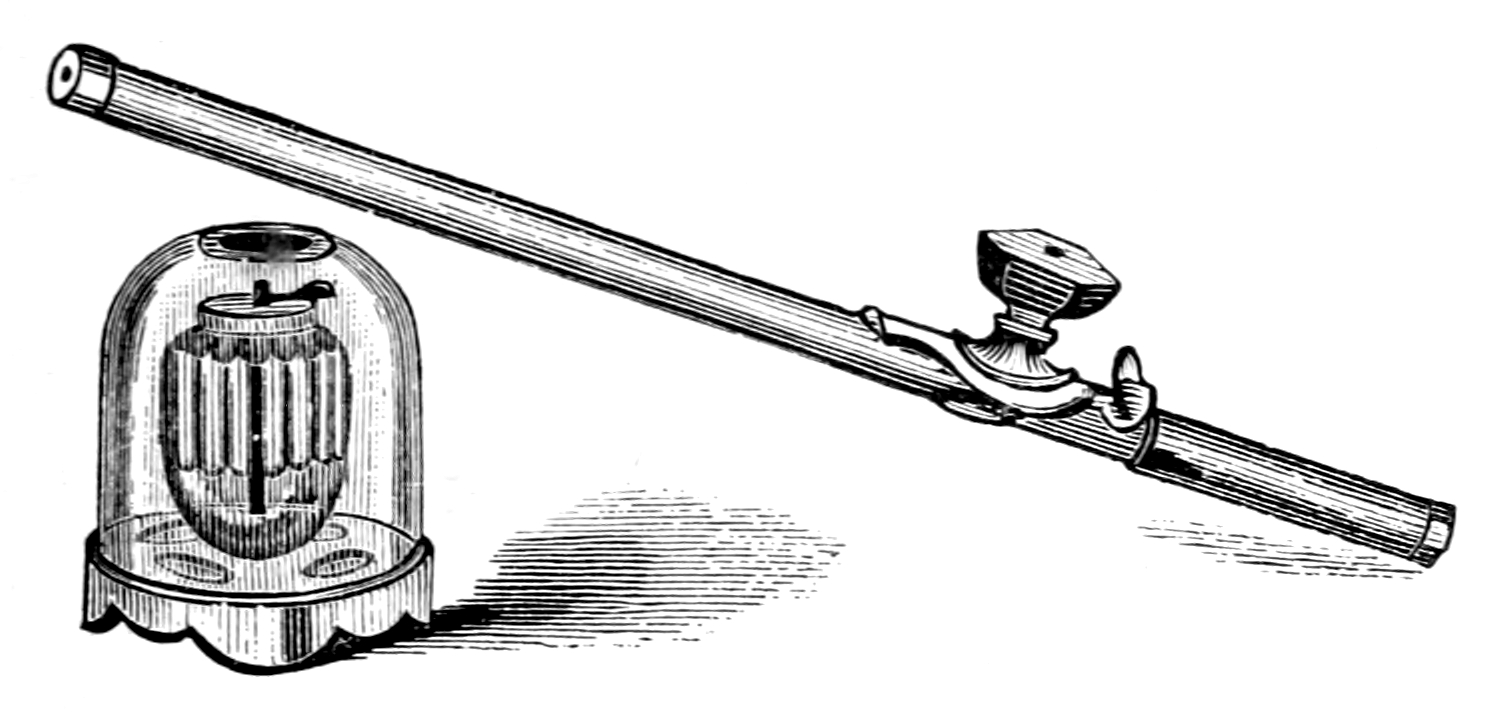
Opiumpfeife circa 1890

In China wurde Opium lange Zeit in fester Form verzehrt oder in Wasser, Säften und Wein gelöst getrunken. Durch den Brauch des Tabakrauchens änderten sich die angestammten Konsummuster. Aufgrund des Fernhandels mit Portugal und Holland verbreitete sich der Tabakgenuss ausgehend von Formosa (Taiwan) auf die südlichen Festlandprovinzen Chinas. Auch das 1644, durch den letzten Ming-Kaiser ausgesprochene Verbot – jeder, der mit den „Barbaren“ Tabakhandel betrieb, wurde mit Enthauptung bedroht – konnte den Tabakgenuss nicht eindämmen. Zu Beginn des 17. Jahrhunderts brachten die Holländer die Sitte des Opiumrauchens nach Formosa. Da der Tabakgenuss verboten war und diese Droge hoch besteuert wurde, gingen die tabaksüchtigen chinesischen Untertanen dazu über, den Tabak mit Opium zu strecken und zu rauchen. Schließlich wurde das Opium, in der fermentierten Form des Chandu, pur geraucht. Es entstanden überall Opiumdivane, in denen man das Opium kaufen und genießen konnte. Wohlhabende Chinesen verfügten über einen eigenen Rauchsalon in ihrem Anwesen, in dem man mit Geschäftsfreunden gemeinsam Opium rauchte. Ärmere Chinesen besuchten spartanisch ausgestattete Opiumhöhlen. Diese Entwicklung wurde mit Misstrauen seitens des chinesischen Herrscherhauses betrachtet, da das Rauchen zu diesem Zeitpunkt noch nicht akkulturiert war und Berichte über Rauschexzesse und Todesfälle befürchten ließen, dass diese Konsumform einen unguten Einfluss auf die allgemeinen Sitten ausüben könnte.
Beunruhigt über die weite Verbreitung des Opiumrauchens im ganzen Land, erließ der chinesische Kaiser Yongzheng 1729 ein Antiopiumedikt, das den Ankauf von Opium und das Betreiben von Opiumdivanen unter schwere Strafe stellte. Trotz zahlreicher weiterer kaiserlicher Antiopiumedikte in den folgenden Jahrzehnten konnte die Ausbreitung des Opiumkonsums in der chinesischen Gesellschaft nicht verhindert werden. Insbesondere in China wurde das Opium nicht nur zur Entspannung, sondern auch aufgrund seiner Appetit dämpfenden Wirkung geraucht, da es zu dieser Zeit in China periodisch zu Hungerkatastrophen kam. Um 1830 wurde die Gesamtzahl der Opiumsüchtigen in China bereits auf zwei Millionen Menschen geschätzt, daher ging der chinesische Kaiser Daoguang 1839 mit drastischen Maßnahmen gegen den illegalen Opiumhandel der britischen East India Company vor. Nach Chinas Niederlagen im Ersten (1839–1842) und Zweiten Opiumkrieg (1856–1860) wurde der Opiumhandel in China legalisiert. Die Zahl der Opiumsüchtigen stieg in der Folgezeit an, von 13 Millionen 1906 auf 40 Millionen 1945. Erst nach der 1949 erfolgten Machtübernahme durch Mao Zedong sank die Zahl der Opiumraucher in China rapide und stetig ab.

## Opiumhöhlen in Nordamerika
In den USA wurde das Opiumrauchen im Wesentlichen in San Francisco, New York City, New Orleans und Albany praktiziert. Die Opiumhöhlen in New Yorks Chinatown waren nicht so opulent und zahlreich wie jene der amerikanischen Westküste. H.H. Kane, der zwischen 1870 und 1880 den Opiumkonsum in New York untersuchte, verortete die Opium Dens, oder „Opium Joints“ im zeitgenössischen Wortgebrauch, zwischen der Mott Street und der Pell Street in Manhattans Chinatown. Zu dieser Zeit wurden die Opiumhöhlen in New York fast ausschließlich von Chinesen betrieben. Wie auch in San Francisco wurden die Opiumhöhlen in New York von Amerikanern unterschiedlichster Herkunft genutzt. Schätzungsweise 100.000 bis 150.000 Konsumenten sollen zu Beginn des 20. Jahrhunderts in den USA regelmäßig Opium geraucht haben. Der Chanduimport stieg im Jahresdurchschnitt 1860–1869 von 10.000 kg auf 75.000 kg im Durchschnitt der Jahre 1900–1909 an, während die Gesamtbevölkerung der USA in diesem Zeitraum nur um das Zweieinhalbfache anstieg und der Anteil der chinesischen Bevölkerung sich lediglich verdoppelte. Im Februar 1909 wurde in den USA die Einfuhr von Rauchopium unter Strafe gestellt. Dieses von dem Arzt Hamilton Wright maßgeblich mitgestaltete Gesetz sollte Signalwirkung für die Internationale Opiumkommission haben. Durch die internationale Opiumkonferenz im Jahr 1912 erfolgte schließlich internationale Ächtung von Opium. Zudem wurde per Gesetz 1914 die inländische Chandufabrikation erheblich beschränkt und schließlich verboten, so dass in der Folge zeitweise eine illegale heimische Chandufabrikation entstand und der Opiumschmuggel erheblich zunahm. Noch nach dem Ersten Weltkrieg sollen in New York innerhalb von zweieinhalb Jahren 700 Opiumraucher verhaftet worden sein. Die letzte Opiumhöhle New Yorks wurde erst in den 1950er Jahren geschlossen.
In Kanada entstanden durch chinesische Immigranten Chinatowns in Victoria und Vancouver. In der Folge etablieren sich in diesen Städten Opiumhöhlen gegen Ende des 19. Jahrhunderts. „Shanghai Alley“ in Vancouvers Chinatown wurde durch seine rustikalen Opiumhöhlen bekannt. Wie auch andernorts wurden die kanadischen Opiumhöhlen sowohl von Chinesen als auch Nicht-Chinesen besucht. Nachdem die US-amerikanische Stadt San Francisco Steuern auf Rauchopium erhob, verlagerte sich der Handel nach Vancouver. Von dort wurde ein erheblicher Teil des Rauchopiums in die USA geschmuggelt.

## Opiumrauchen als Stigma chinesischer Einwanderer in San Francisco
Noch bevor die ersten Chinesen in die USA einwanderten, wurde durch Berichte von US-Kundschaftern und Missionaren, die seit ca. 1800 das „Land der Finsternis“ bereisten, das Bild vom glücksspielsüchtigen, opiumrauchenden Kuli geprägt. Über 100.000 chinesische Einwanderer kamen allein zwischen 1850 und 1890 in die USA; nicht selten wurden sie über amerikanische Maklerbüros in China als billige Arbeitskräfte angeworben. Auch die „Pacific Railroad of California“ warb zahlreiche chinesische Arbeiter für den Eisenbahnbau in Kalifornien. Während des Goldrausches verließen viele einheimische Arbeiter ihre Arbeitsplätze, und die Chinesen waren ein willkommener Ersatz.

„Die anfangs beargwöhnten, schmächtigen Fremden erwiesen sich als ausdauernde Arbeiter, die trotz der brutalen Arbeitsbedingungen – Hunderte kamen bei den fast ohne Schutzvorkehrungen ausgeführten Sprengungen ums Leben – duldsam ihre Arbeit verrichteten. Auch nach Feierabend blieb es in den Camps der Arbeiter ruhig, die alkoholabstinenten Chinesen rauchten ihre Opiumpfeife, und niemand nahm Anstoß daran. Im Gegenteil, ein Teil ihres Lohns wurde ihnen zuweilen gar in Form von Opium ausgezahlt.“

Bis zur Fertigstellung der transkontinentalen Eisenbahnstrecke im Jahre 1869 gab es nur latente antichinesische Ressentiments, die jedoch in der Folgezeit durch rassistische Kampagnen geschürt wurden. Mehrere 10.000 arbeitssuchende Chinesen zogen in den Großraum San Francisco, wo man sie alsbald von der einheimischen Arbeiterschaft als lästige Konkurrenz empfand: Sie waren eher bereit, unter wesentlich härteren Arbeits- und Lohnbedingungen als die Weißen zu schuften. Während der Wirtschaftskrise in den 1870er Jahren stellten die Chinesen in Kalifornien schließlich 25 % der Lohnarbeiter. Insbesondere die Gewerkschaften agitierten gegen die unerwünschten „chinesischen Lohndrücker“. Nicht nur, dass man den Chinesen die Aufnahme in die Gewerkschaft verweigerte, es wurde ihnen auch pauschal unterstellt, bewusst die amerikanische Wirtschaft zu unterminieren, um sie hernach zu dominieren. Ins Zentrum der antichinesischen Ressentiments rückte die Sitte des Opiumrauchens, die als Beweis für die „Gefährlichkeit“ der Chinesen instrumentalisiert wurde. Weitere Nahrung erhielten diese Ressentiments durch die Boulevardpresse, in der Chinesen pauschal als schmutzige und obskure Gestalten beschrieben wurden, denen man vom Meuchelmord bis hin zur Prostitution jede denkbare Art der Kriminalität zutraute. Illustriert wurden die entsprechenden Pamphlete dann mit Bildern von Opiumrauchern, die der Leserschaft die Verdorbenheit der „chinesischen Rasse“ vor Augen führen sollte. Als nach 1870 auch weiße Amerikaner die Sitte des Opiumrauchens übernahmen, sah man die Grundfesten des weißen Amerikas bedroht. In der „Asiatic Exclusion League“, konnte man beispielsweise folgendes vernehmen:

„Irgendwie wurden sie mit Hilfe hinterhältiger Methoden durch die Chinesen dazu gebracht, die Droge zu nehmen. Es kam vor, daß kleine Mädchen von nicht mehr als 12 Jahren in chinesischen Wäschereien gefunden wurden, als sie unter dem Einfluß der Droge standen. Welche anderen Verbrechen sonst noch an diesen dunklen und stinkenden Orten begangen wurden, wenn die jungen, unschuldigen Opfer unter dem Einfluß der Droge standen, ist fast zu schrecklich, um es sich vorstellen zu können.“

Diese und weitere Berichte beunruhigten Behörden und Gesetzgeber, mit der Konsequenz, sich nun der „Chinesenfrage“ zu widmen. In kurzer Abfolge wurden zahlreiche antichinesische Gesetze erlassen, die deren Kultur und Lebensbedingungen erheblich beeinträchtigten und immer mehr einschränkten (z. B. Verbot der traditionellen Haartracht 1873, Zuzugsbeschränkungen, Wohnsitznahme nur in bestimmten Stadtteilen San Franciscos 1865). In die Reihe dieser diskriminierenden Gesetze fügte sich auch das 1875 in San Francisco erlassene erste Strafgesetz der westlichen Welt gegen den Opiumkonsum („City Ordinance“), welches Opiumrauchen bei Geld- und/oder Freiheitsstrafe verbot. Dieses Gesetz wurde prompt umgesetzt, es kam zu Festnahmen und Verurteilungen. Bei geschätzten 3000–4000 „Opiumsüchtigen“ in San Francisco im Jahre 1885 gab es 38 Festnahmen von Besitzern der Rauchhäuser und 220 Festnahmen von Besuchern dieser Etablissements. Da das Verbot nicht die gewünschte Wirkung erzielte, erwog man zeitweise die Legalisierung des Opiumrauchens, um an potenziellen Steuern partizipieren zu können. Dieser Gedanke wurde aber zugunsten der Beibehaltung der Strategie der Kriminalisierung verworfen. Dennoch konnte das Opiumrauchen nicht ausgerottet werden, es sollte erst 50 Jahre später allmählich verschwinden. Dieses Gesetz wurde 1889 erheblich verschärft: Opiumrauchen und das Betreiben eines Dens konnte mit 250 US$ bis 1000 US$ Geldstrafe und/oder drei bis sechs Monaten Freiheitsstrafe geahndet werden. Auch in den meisten anderen amerikanischen Bundesstaaten wurden bis 1914 Gesetze gegen das Opiumrauchen und das Betreiben von Opiumhöhlen erlassen. Daneben durften die Chinesen ab 1887 kein Rauchopium mehr einführen, die Produktion war durch ein 1890 erlassenes Gesetz nur US-amerikanischen Staatsbürgern vorbehalten. Die antichinesischen Gesetze bildeten den Auftakt für eine regelrechte Hetzkampagne, die in Los Angeles, San Francisco und Vancouver über verschiedene Ungerechtigkeiten hinaus sogar zu Pogromen führte. Durch das Rauchopiumverbot wurde der weiße Opiumkonsum (oral bzw. subkutan) kaum tangiert, dieses Verbot richtete sich eindeutig gegen eine Minderheit, die dadurch symbolisch in ihrem Status degradiert und kriminalisiert wurde. Es diente der öffentlichen Bekräftigung der weißen Normen und ihrer vorherrschenden Vorstellung der Moral.

## Opiumhöhlen in Europa

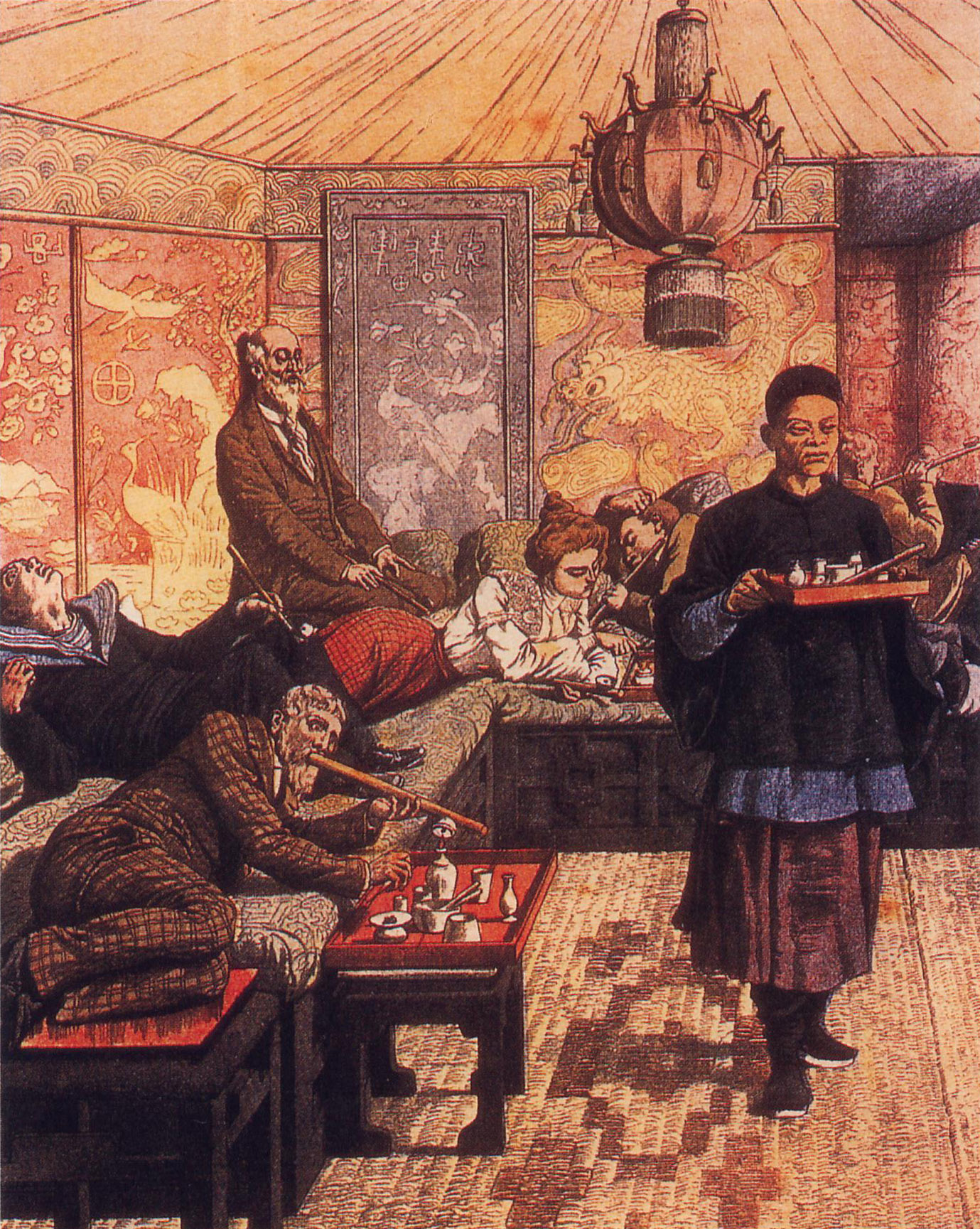
Ein neues Laster: Opiumhöhlen in Frankreich, Titelbild des Le Petit Journal vom 5. Juli 1903

Das Opiumrauchen kam im Verlauf des 19. Jahrhunderts auch in Westeuropa in Mode. Insbesondere in den Hafenstädten etablierten sich Opiumhöhlen, die im Wesentlichen von Chinesen betrieben wurden. Die Besucher setzten sich aus Chinesen und Europäern zusammen. Schon 1840 existierten Opiumhöhlen in London, Marseille und Le Havre. Französische Auswanderer führten die Sitte des Opiumrauchens aus Indochina nach Frankreich ein. Später existierten beispielsweise auch in Rotterdam, Paris, Toulon, Brest, Liverpool und Hamburg Opiumhöhlen. Insbesondere arme Industrie- und Hafenarbeiter besuchten die Rauchsalons, aber auch Protagonisten der Intellektuellen- und künstlerischen Szene. Im Jahr 1921 wurden in England 184 Personen aufgrund Opiumrauchens strafrechtlich belangt, davon 69 in London und 72 in Liverpool. Unter diesen 184 Personen waren 92 Seeleute. Im Gegensatz zu Nordamerika bestanden in Europa jedoch nur kleine chinesische Gemeinden, daher blieben dort die Opiumhöhlen nur eine Randerscheinung.

## Opiumhöhlen in Hamburg
In Hamburg betrug im Jahr 1910 die Zahl der in der Stadt gemeldeten Chinesen 207 Personen, die nach dem Ende des Ersten Weltkrieges kurzzeitig sank und bis 1927 wieder auf 150 Personen anstieg. Die Chinesen kamen im Wesentlichen als Seeleute nach Hamburg und siedelten sich hauptsächlich im Chinesenviertel auf St. Pauli an. Sie arbeiteten im Gastronomiebereich, betrieben Wäschereien oder arbeiteten im Hafen. In den 1920er Jahren war Hamburg neben Genua und Marseille wichtigster Umschlagplatz für den illegalen Drogenhandel in Europa. In einer Polizeimeldung vom 4. August 1921 wird folgendes ausgeführt:

„Der Polizei ist bekannt, das sich in Hamburg eine Reihe von Opiumhöhlen befindet, in denen nicht nur die in Hamburg zahlreich weilenden Kulis und anderen Chinesen, sondern auch Japaner und Deutsche sich dem Genuß dieses Giftes hingeben. Der Polizei gelang es, zwei dieser gefährlichen Stätten ausfindig zu machen, und zwar Hafenstrasse 126 und Pinnasberg 77. Unter dem Deckmantel eines Grünwarengeschäftes beziehungsweise einer Wäscherei waren im Keller versteckt die Lasterhöhlen aufgeschlagen worden und erfreuten sich größten Zuspruchs. Bei der Überholung wurden in beiden Kellern etwa 50 Personen vorgefunden. Die Betreffenden lagen bereits im tiefsten Opiumrausch oder wurden opiumrauchend angetroffen. In beiden Opiumhöhlen wurde eine Anzahl Pfeifen, Opiumlampen und Opium selbst vorgefunden und beschlagnahmt. Gegen die Inhaber der beiden Opiumhöhlen ist eine Untersuchung eingeleitet worden. Die Aufdeckung weiterer Lokale steht bevor.“

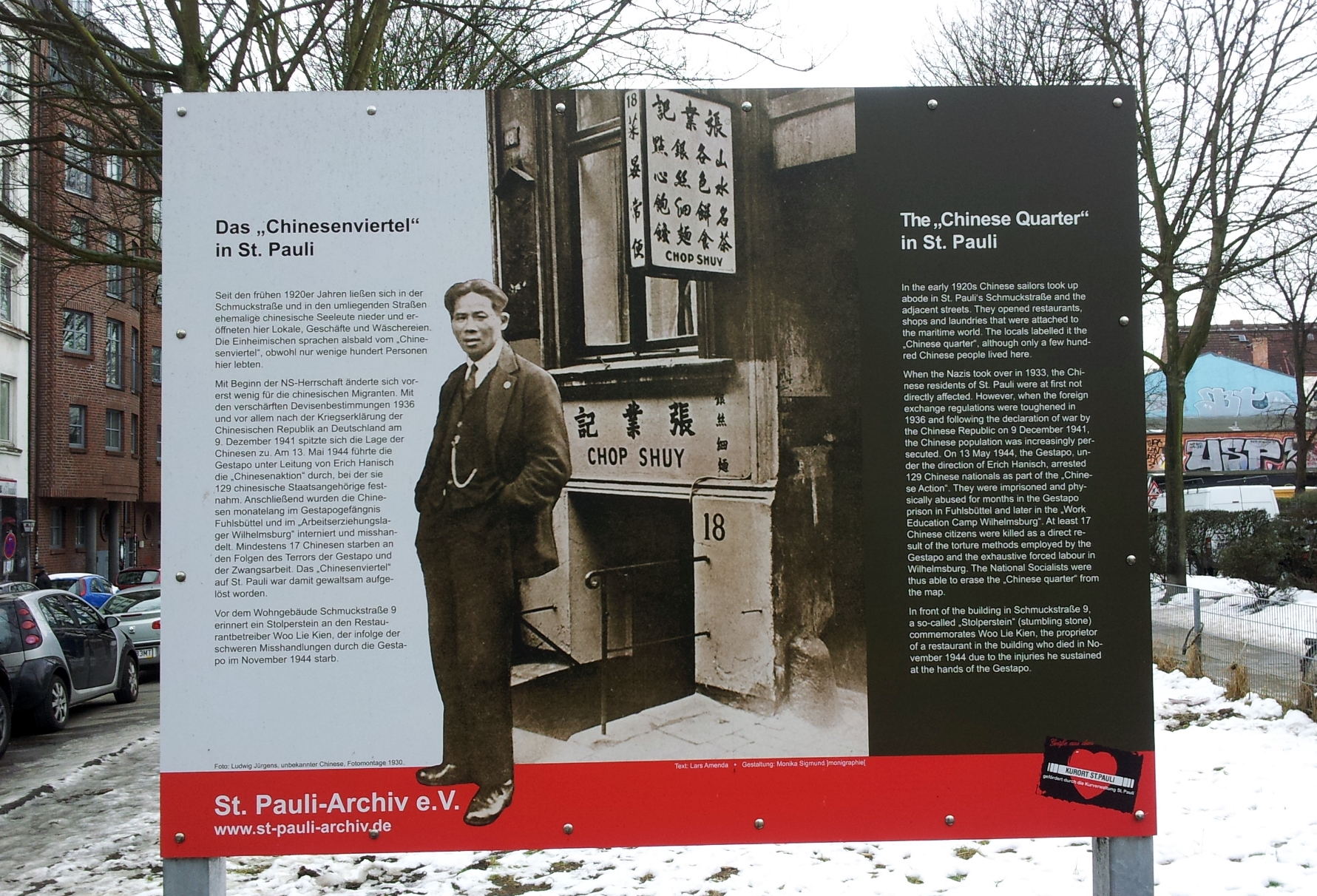
Erinnerungstafel an das einstige Chinesenviertel in der Schmuckstraße

Noch in den 1930er Jahren soll es auf St. Pauli illegale Opiumhöhlen gegeben haben. Ab Mitte der 1930er Jahre unterlag die kleine chinesische Gemeinde Hamburgs verstärkt polizeilicher Observation und Verfolgungsmaßnahmen durch den NS-Staat. Im Rahmen der sogenannten Chinesenaktion am 13. Mai 1944 wurden die letzten in Hamburg verbliebenen 130 Chinesen verhaftet und für mehrere Monate in das Polizeigefängnis Fuhlsbüttel eingeliefert, wo es zu Misshandlungen kam. Anschließend mussten die inhaftierten Chinesen Zwangsarbeit im Arbeitserziehungslager Langer Morgen leisten. Dort starben einige dieser Zwangsarbeiter an den schweren Misshandlungen. Dies war das Ende des Chinaviertels in Hamburg.

## Konsumräume
In letzter Zeit nimmt die Forderung nach geschützten Räumen zum Konsum von Drogen wie dem aus Opium hergestellten Heroin wieder zu. Immer mehr Städte errichten daher Konsumräume zum kontrollierten Gebrauch selbst mitgebrachter Suchtmittel, der Handel von Rauschgiften ist in diesen Lokalitäten verboten. Dadurch verlagert sich die Szene zunehmend von Bahnhofsvorplätzen, öffentlichen Toiletten und Stadtparks in Konsumräume. Dort stehen oftmals auch Sozialarbeiter zur psychologischen Betreuung der Abhängigen, Testmöglichkeiten zur Prüfung auf Verunreinigungen sowie saubere Spritzen zur HIV-Prävention zur Verfügung.